# Audi A6 C5
L'Audi A6 C5 (sigla interna di progetto 4B) è la seconda generazione dell'Audi A6, un'autovettura prodotta dal 1997 al 2004 dalla casa automobilistica tedesca Audi, e fino al 2005 se si conta anche la versione Allroad, che all'epoca non recava la sigla A6 pur essendo un modello strettamente derivato dalla A6 Avant della stessa generazione, e quindi non viene generalmente incluso della produzione della A6 C5.

## Profilo e storia

### Debutto
La A6 C5 venne presentata nel marzo del 1997 al Salone di Ginevra, dove venne esposta come pre-serie, mentre i primi esemplari della serie definitiva uscirono dalle linee di montaggio di Neckarsulm (ex- stabilimento NSU) nel mese di aprile. Il progetto relativo a questa vettura fu avviato nel 1992 e venne impostato tecnicamente in vista delle normative antinquinamento la cui entrata in vigore si stava ormai avvicinando e che si sarebbero via via fatte più stringenti.

### Design esterno ed interno

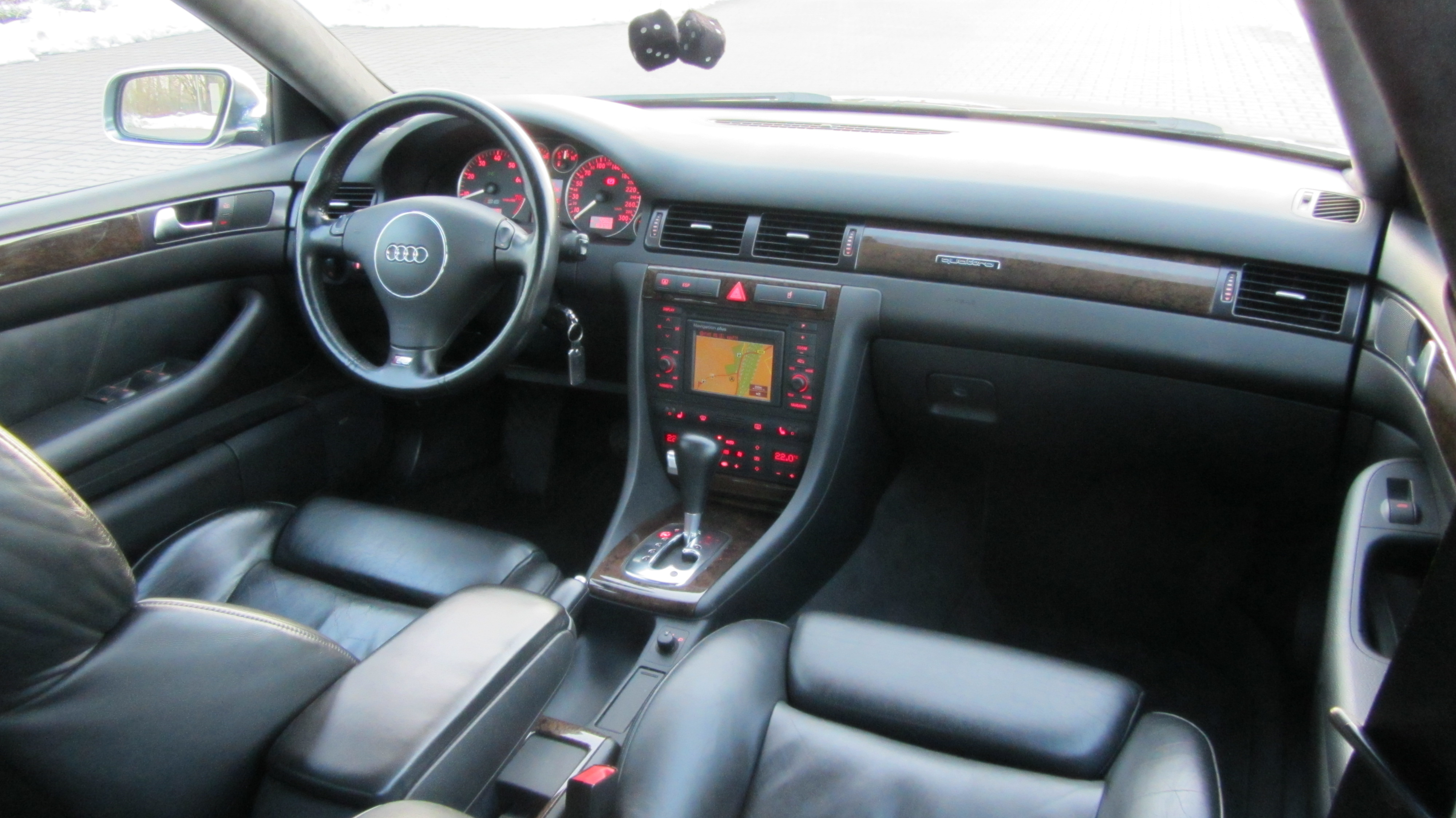
Interni di una S6

Il corpo vettura della A6 di seconda generazione fu frutto degli sforzi di due responsabili del design Audi, ossia Claus Potthoff e Hartmut Warkuß. Per quanto riguarda le linee esterne, l'auto si presentava più massiccia, pur se le dimensioni sono aumentate di poco rispetto al modello precedente. Per contro, il corpo vettura si presentava assai più aerodinamico e moderno rispetto al modello uscente, frutto di un'accurata profilatura in galleria del vento volta a minimizzare i consumi di carburante e la resistenza all'avanzamento. Il coefficiente di resistenza aerodinamica era di 0,28, uno dei più bassi, in quegli anni, per una berlina. Il frontale era caratterizzato da un profilo più penetrante, anche se inconfondibilmente nello stile della Casa dei quattro anelli, come evidenziato anche dalla calandra, il cui disegno risultava simile a quello della precedente A6, sebbene inserito in un contesto stilistico volto ad una maggior profilatura aerodinamica. Ridisegnati anche i gruppi ottici, comunque sempre di forma trapezoidale, benché dal taglio più moderno. Nella vista laterale la linea di cintura è più alta e le superfici vetrate nonché il disegno dei montanti tradivano una certa parentela stilistica con le contemporanee Volkswagen Passat V lanciate due anni prima. La coda è più arrotondata ed accennata, ma anche più sviluppata in altezza e quindi più voluminosa, a beneficio del vano bagagli; inoltre sempre nella coda si possono osservare come differenze rispetto al modello precedente il profilo superiore del vano bagagli non sagomato in modo da formare uno spoiler e i gruppi ottici non più a sviluppo orizzontale, ma di forma trapezoidale e alloggiati alle estremità della coda, senza sconfinare nella zona del portellone posteriore. Le luci antinebbia vengono posizionate in un'insolita posizione sopra la targa.
Nonostante il profilo arcuato del padiglione, l'abitacolo risulta assai spazioso, anche più di quello della generazione precedente: ne sono prova i 62 mm in più in lunghezza per i passeggeri posteriori, ma anche i 28 mm in più in altezza per i passeggeri anteriori e i 19 mm in più, sempre in altezza, per quelli posteriori. Gli interni presentano un disegno più curato e maggiore attenzione ai materiali. La plancia infatti è molto meno pesante del modello precedente dato che la consolle centrale è più bassa e stretta. Inoltre l'assenza degli strumenti supplementari collocati nell'Audi A6 C4 sopra le bocchette d'aerazione centrali contribuisce ad alleggerire notevolmente l'impatto visivo. Per quanto riguarda il bagagliaio, esso offre una capacità di 551 litri e dispone di un collegamento con l'abitacolo utilizzabile come sacca portasci.

### Struttura, meccanica e motori
Fedele alla sua architettura meccanica con motore anteriore longitudinale e con trazione anteriore o integrale, la seconda generazione dell'Audi A6 propone però novità significative per quanto riguarda il comparto sospensivo: innanzitutto l'avantreno al posto della soluzione di tipo MacPherson della serie precedente, si optò in favore di una ben più raffinata soluzione già usata nell'Audi A4 B5 e A8 che consiste in un quadrilatero alto ad asse sterzante virtuale con snodi sdoppiati in corrispondenza sia del triangolo inferiore che superiore con portamozzo in ghisa e bracci in alluminio. Per contenere il peso, è stato fatto uso di lega di alluminio per realizzare i telaietti ausiliari di supporto dei gruppi molla-ammortizzatore, mentre il telaietto tubolare che sorregge i bracci è in acciaio, ma realizzato sfruttando tecniche di lavorazione tipiche delle leghe leggere. In questo modo, l'intero avantreno pesa 10 kg in meno rispetto a prima. Quanto al retrotreno, per la trazione anteriore era montato un ponte torcente con barra Panhard per controllare la convergenza, mentre per la trazione integrale era prevista una soluzione a quadrilatero basso a triangoli sovrapposti. La barra antirollio è cava in modo da essere più leggera e le molle sono separate dagli ammortizzatori a gas in modo da non ridurre la capacità del bagagliaio. L'impianto frenante prevede dischi autoventilanti all'avantreno e pieni al retrotreno, con ABS ed EDS agente anche su una singola ruota alla volta.
Al suo debutto, la A6 C5 viene prevista nelle seguenti motorizzazioni:
- 1.8 T: motorizzazione di base consistente in un motore da 1781 cm3 sovralimentato mediante turbocompressore ed in grado di erogare 150 CV di potenza massima;
- 2.4: motore V6 da 2393 cm3 in grado di erogare una potenza massima di 165 CV (limitata a 150 CV solo in alcuni mercati specifici);
- 2.8: motore V6 da 2771 cm3 proveniente direttamente dalla gamma della precedente A6 ed in grado di erogare una potenza massima di 193 CV;
- 1.9 TDI: motore turbodiesel ad iniezione diretta con cilindrata di 1896 cm3 e potenza massima di 110 CV;
- 2.5 TDI: motore V6 turbodiesel ad iniezione diretta con cilindrata di 2461 cm3 e potenza massima di 150 CV.

Escludendo la versione 1.9 TDI, tutte le altre motorizzazioni appena elencate erano ordinabili anche in configurazione a trazione integrale quattro. Per quasi tutte le motorizzazioni, poi, era previsto di serie un cambio manuale a 5 marce, l'unica eccezione era rappresentata dal diesel più potente, abbinato ad un cambio a 6 marce, sempre manuale.

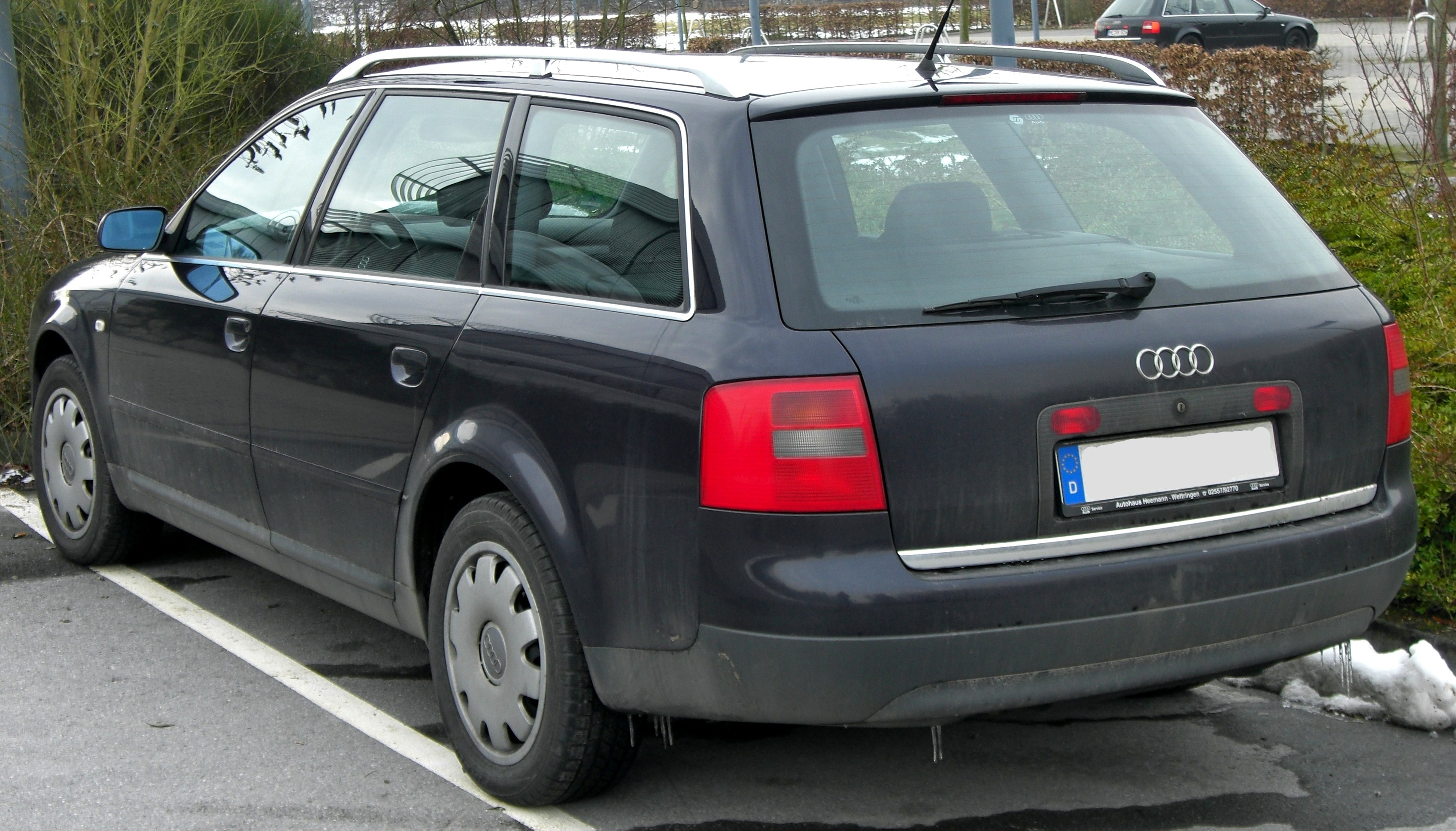
La parte posteriore di una A6 C5 Avant

## Evoluzione

### I primi anni
La A6 C5 venne inizialmente proposta solo con carrozzeria berlina: la versione station wagon, denominata come di consueto Avant fu prevista, ma non sarebbe arrivata che in un secondo momento. Durante questo lasso di tempo rimase in listino la versione Avant della precedente A6. I primi aggiornamenti alla gamma non tardarono comunque ad arrivare: nel mese di agosto del 1997, il motore da 2,4 litri venne proposto in una versione depotenziata a 136 CV, destinata però solo a pochi esemplari utilizzati come auto di rappresentanza per cariche politiche. Tre mesi dopo, a novembre, il 1.8 turbo venne proposto in alcuni mercati europei anche con potenza innalzata a 180 CV, ed anche in questo caso abbinabile a richiesta alla trazione integrale. A fine anno, la gamma si estese verso il basso con l'arrivo di un 1.8 aspirato della potenza massima di 125 CV. Si tratta della stessa motorizzazione a 5 valvole per cilindro presente anche nella gamma della precedente A6. In alcuni mercati, però, tale motorizzazione era prevista con potenza ridotta a 115 CV. La stessa potenza fu disponibile anche nel nuovo 1.9 TDI con iniettore-pompa lanciato nel gennaio del 1998. Tale motorizzazione non sostituì il 1.9 TDI presente fino a quel momento, ma gli si affiancò come motorizzazione alternativa.
Nel marzo 1998 vi fu finalmente la presentazione ed il lancio commerciale della A6 Avant, la nuova versione station wagon già presentata alla stampa all'inizio dello stesso anno. Questa nuova familiare, a causa della parte posteriore ridisegnata, perse l'originalità stilistica tipica della berlina, con la sua coda sfuggente. Tra l'altro, una delle caratteristiche peculiari della nuova Avant fu il bagagliaio che con la cappelliera in posizione e a filo dello schienale posteriore offriva appena 455 litri di capacità, vale a dire quasi cento litri in meno rispetto alla berlina. Ma eliminando la cappelliera ed abbattendo il divano posteriore si arrivava a ben 1.590 litri Alla fine dello stesso anno, solo per alcuni mercati, la potenza del motore V6 da 2,4 litri venne leggermente ridotta, passando da 165 a 163 CV.
Il 1999 fu caratterizzato da una vertiginosa espansione verso l'alto della gamma A6 C5, con più modelli succedutisi a ritmo sostenuto: a febbraio si ebbe il debutto del nuovo motore V6 biturbo da 2,7 litri, in grado di erogare una potenza massima di 230 CV. Due mesi dopo, in aprile, fu la volta del primo motore V8 per questa gamma: derivato dal V8 della S6 della precedente gamma, questo motore da 4172 cm3 con testata a 5 valvole per cilindro fu proposto con potenza massima di 300 CV e rigorosamente con trazione integrale. A settembre vi fu l'arrivo della nuova S6, equipaggiata anch'essa con il già citato V8 da 4,2 litri, ma con potenza massima portata a 340 CV. Anche questo modello fu disponibile solo in configurazione a quattro ruote motrici e per un paio di anni rappresentò la versione di punta della seconda generazione della A6. Infine, nel novembre 1999, anche fra i diesel si ebbe l'arrivo della nuova top di gamma, spinta dal già noto V6 da 2,5 litri, ma portato a 180 CV. Anche questo motore affiancò il V6 di pari cilindrata con potenza di 150 CV, senza mai sostituirlo. L'arrivo del nuovo millennio portò con sé una novità inedita, rappresentata dalla Allroad, una A6 Avant con caratteristiche da SUV, ossia con assetto rialzato, trazione integrale ed elementi di carrozzeria non verniciati (fascioni sottoparaurti, fascioni sottoporta e archi passaruota). Le due motorizzazioni previste per questa versione erano il 2.7 biturbo, qui proposto in una nuova variante da 250 CV, e il 2.5 TDI da 180 CV. Un paio di mesi dopo, il 2.7 biturbo da 250 CV divenne disponibile anche per le altre A6 in alternativa alla variante da 230 CV. Alla fine dello stesso anno, in quei mercati in cui venne previsto, il 1.8 turbo da 180 CV scomparve di listino.

### Restyling e fine carriera

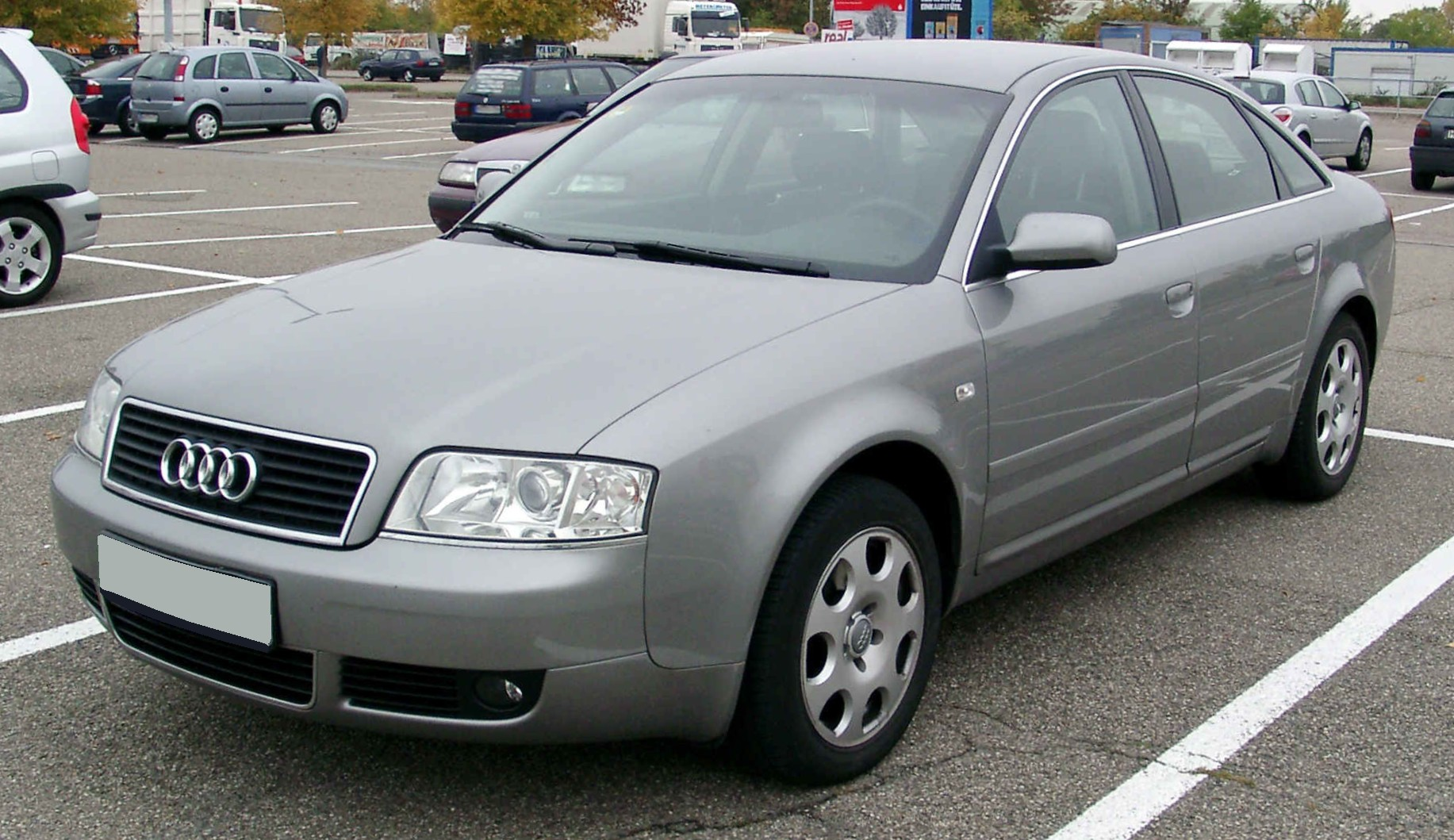
Una A6 berlina dopo il restyling della primavera 2001

Nel giugno del 2001 si ebbe il restyling della A6 C5, un restyling molto discreto sebbene visibile in molti particolari. Vennero rivisitati il frontale con la nuova calandra che pareva allungarsi fino alla zona centrale del paraurti e che proprio il fascione paraurti pareva dividere in due parti, una sorta di preambolo alla grande calandra single-frame della produzione Audi degli anni seguenti. Fra gli altri particolari aggiornati vi furono gli indicatori di direzione laterali che divennero trasparenti, mentre posteriormente i terminali di scarico divennero visibili e le luci di retromarcia, prima fumé, divennero bianche. Internamente, gli aggiornamenti più visibili furono relativi al nuovo volante, alla bordatura in alluminio nella strumentazione e ai nuovi inserti in legno. Per quanto riguarda le motorizzazioni, la rivoluzione fu invece ben più consistente: alla base della gamma il 1.8 aspirato da 125 CV venne pensionato, mentre rimase in listino il 1.8 turbo da 150 CV. Sopra di esso si ebbe l'arrivo di un nuovo 2 litri da 130 CV, mentre il 2.4 V6 vide salire la propria potenza massima da 165 a 170 CV. Ed inoltre, il 2.8 aspirato venne sostituito da un inedito 3 litri, sempre ad alimentazione atmosferica e con potenza massima di 220 CV. Sul fronte benzina rimasero invariati i motori V8 e il V6 biturbo, oltre che il V6 2.4 destinato alle cariche istituzionali. Per quanto riguarda i diesel, il 1.9 TDI ad iniezione diretta da 110 CV scomparve dai listini, mentre la sua variante con alimentazione ad iniettore-pompa venne portata a 130 CV di potenza massima. Quanto al V6 a gasolio, venne riconfermata la variante da 180 CV, mentre l'altra variante venne portata da 150 a 155 CV.
Tanto numerose furono le novità motoristiche in occasione del restyling quanto scarne sarebbero state negli ultimi anni di carriera della A6 C5: le uniche due veramente degne di nota si ebbero entrambe nel luglio del 2002: il V6 a gasolio da 155 CV venne portato a 163 CV, ma soprattutto si ebbe l'arrivo della RS6, vera e definitiva top di gamma equipaggiata con un V8 da 4,2 litri a doppia sovralimentazione ed in grado di erogare ben 450 CV di potenza massima. La produzione della seconda generazione della A6 si avviò così verso il termine: nel febbraio del 2004 cessò la produzione della berlina, mentre la Avant rimase in listino fino al mese di settembre dello stesso anno. Nel mese di luglio del 2005, invece, terminò la produzione della prima generazione della Allroad.

### Audi S6

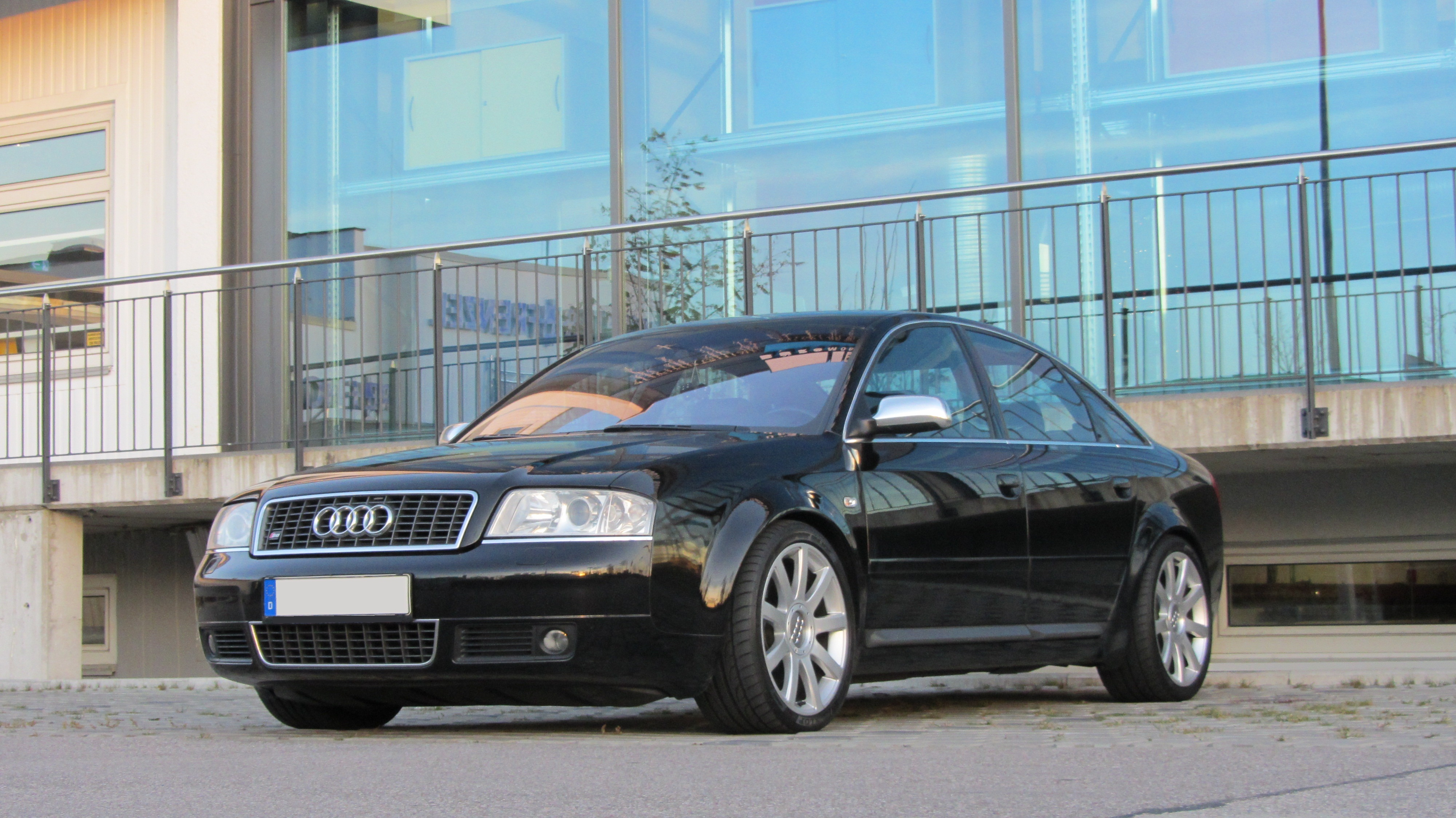
Una S6 berlina

La S6 di seconda generazione venne introdotta nel settembre del 1999 come versione di punta provvisoria in attesa della potentissima RS6, che però non avrebbe debuttato che di lì a tre anni. Forte della nuova impronta stilistica data anche alle altre A6 della stessa gamma, la S6 risultava assai più dinamica nelle linee di quanto non lo fosse stata la precedente S6: il padiglione spiovente conferiva maggior sportività ad un corpo vettura che per il resto faceva della sobrietà il suo tratto distintivo, anche se questa nuova S6 era distinguibile dalle altre A6 per i passaruota allargati, per la calandra a griglia con stemma S6 su un lato, per i retrovisori esterni con guscio cromato e per lo scudo paraurti anteriore specifico, oltre che per i nuovi cerchi in lega da 17 pollici e per gli pneumatici con battistrada da 255 mm. La S6 della gamma C5 era spinta da un motore derivato dal già noto V8 da 4172 cm3, già presente in gamma nella sua versione da 300 CV. Nel caso della S6, però, si intervenne sulla distribuzione, ed in particolare sul profilo degli assi a camme che divenne sensibilmente più spinto. Sempre a proposito della distribuzione, venne prevista anche la fasatura variabile in modo da avere un azionamento differente a seconda del regime. Inoltre, venne ottimizzata la gestione del flusso d'aria all'interno del motore in modo da variarne la portata in funzione del carico del motore, mentre l'impianto di scarico venne rivisitato in funzione delle maggiori prestazioni ed infine venne rivista anche la mappatura elettronica. Come risultato, si ottennero 340 CV di potenza massima, sufficienti per lanciare la vettura ad una velocità massima di 250 km/h (autolimitati) e per scattare da 0 a 100 km/h in 5"7. Prevista sia come berlina che come station wagon, la S6 era unicamente a trazione integrale permanente con differenziale centrale Torsen (come del resto anche nelle altre A6 quattro contemporanee). Per contenere il peso, è stato fatto largo uso di leghe di alluminio per le sospensioni, opportunamente riviste e ritarate in funzione delle prestazioni di questo modello. L'assetto è ora ribassato di 10 mm e tutto il comparto sospensivo, sia anteriore che posteriore, è sostenuto da specifici telaietti ausiliari più robusti di quelli utilizzati nelle altre A6 C5.

### Audi RS6

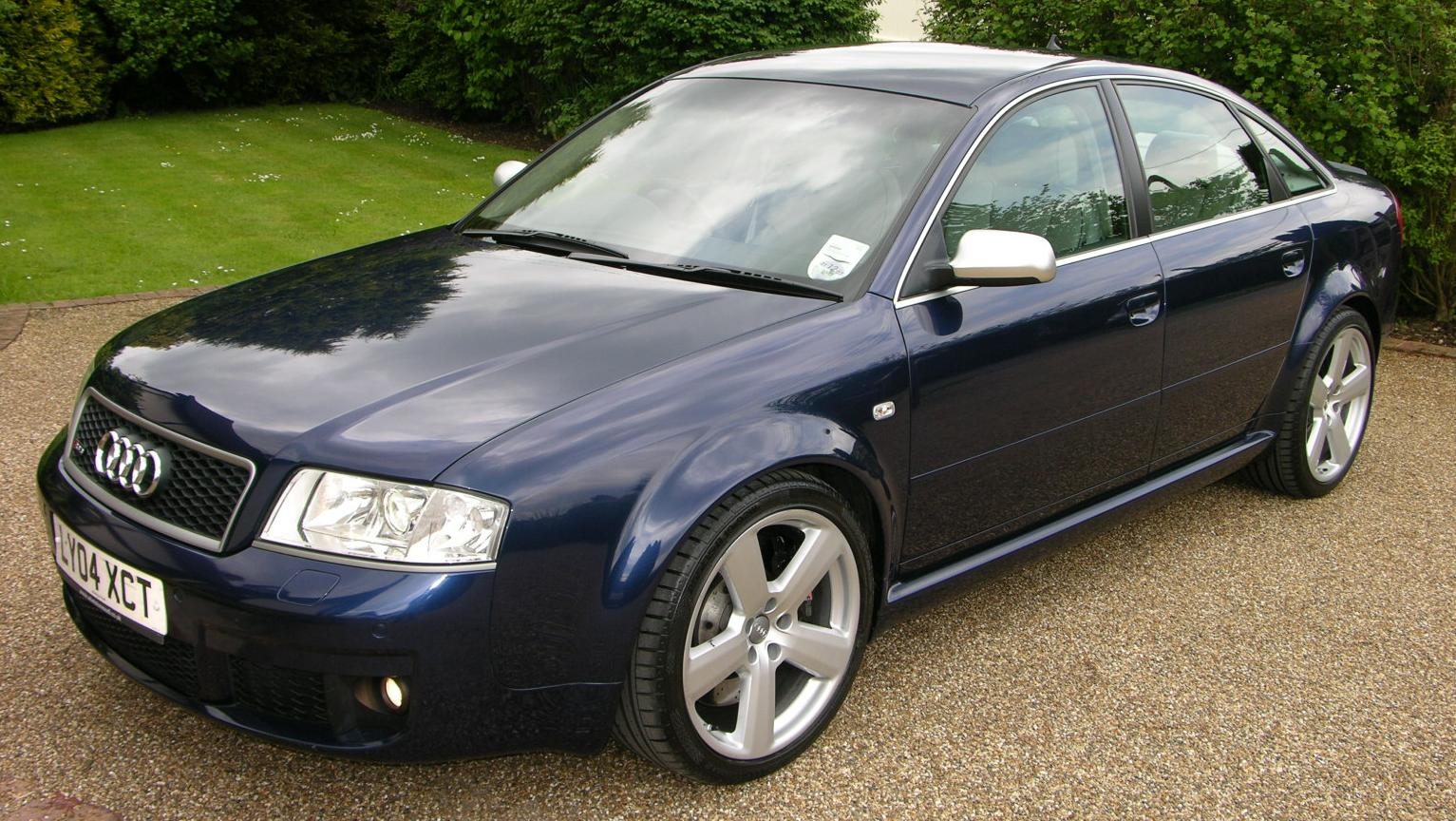
RS6 C5 berlina

A partire dal luglio 2002, la versione di punta dell'Audi A6 di seconda generazione fu la RS6, anch'essa disponibile come berlina o come station wagon. Anche questo modello fece della sobrietà stilistica il suo punto di forza, salvo che per elementi come i passaruota maggiorati, atti ad ospitare i grossi cerchi in lega da 18 pollici (o a richiesta da 19 pollici) con pneumatici 255/40 (o 255/35 in abbinamento ai cerchi da 19 pollici), oppure come le prese d'aria maggiorate sul paraurti anteriore. Per il resto, la RS6 era distinguibile esternamente per il logo RS6 sulla calandra, quest'ultima caratterizzata dal disegno a griglia, ed anche in coda, dove venne montato un paraurti dal disegno specifico e dove spiccavano i due terminali di scarico ovali, uno per lato. A spingere la RS6 ci pensava il nuovo V8 biturbo da 4172 cm3. Derivato dal V8 di pari cilindrata già presente in gamma, questo motore interamente in lega di alluminio è stato sovralimentato mediante ben due turbocompressori KKK corredati di altrettanti intercooler. Inoltre, venne rivista la testata in funzione di un miglior raffreddamento, mentre venne ottimizzata la distribuzione. Venne inoltre adottata una farfalla maggiorata da ben 82 mm, mentre nell'impianto di scarico vennero montati due pre-catalizzatori metallici a monte dei due catalizzatori veri e propri. Il risultato fu una potenza massima di 450 CV, una coppia massima di 560 Nm disponibile già a 1950 giri/min, quanto basta per scattare da 0 a 100 km/h in appena 4"9. Per gestire tale cavalleria, la RS6 era equipaggiata con la trazione integrale e con un cambio automatico a 5 rapporti. Anche l'assetto era ritarato in funzione delle elevate prestazioni del motore, ma soprattutto disponeva di un sistema antirollio a gestione idraulico-meccanica denominato DRC (Dynamic Ride Control) dalla casa dei quattro anelli, mentre l'impianto frenante comprendeva dischi freno autoventilanti in ghisa con campana in alluminio.
Durante i suoi ultimi mesi di commercializzazione, la RS6 venne proposta anche in una versione leggermente più performante denominata RS6 Plus, disponibile solo in configurazione station wagon, visto che la berlina era stata da poco sostituita dal nuovo modello, e in cui il V8 da 4,2 litri era stato portato a 480 CV di potenza massima. Venne anche installato il sistema Dynamic Ride Control per la gestione delle sospensioni per migliorare la manovrabilità della vettura. Ne sono stati prodotti 999 esemplari, tutti dotati di apposita targhetta identificativa. La RS6 Plus Avant venne commercializzata fra l'aprile e il settembre del 2004 in affiancamento alla versione da 450 CV.

### Audi Allroad quattro

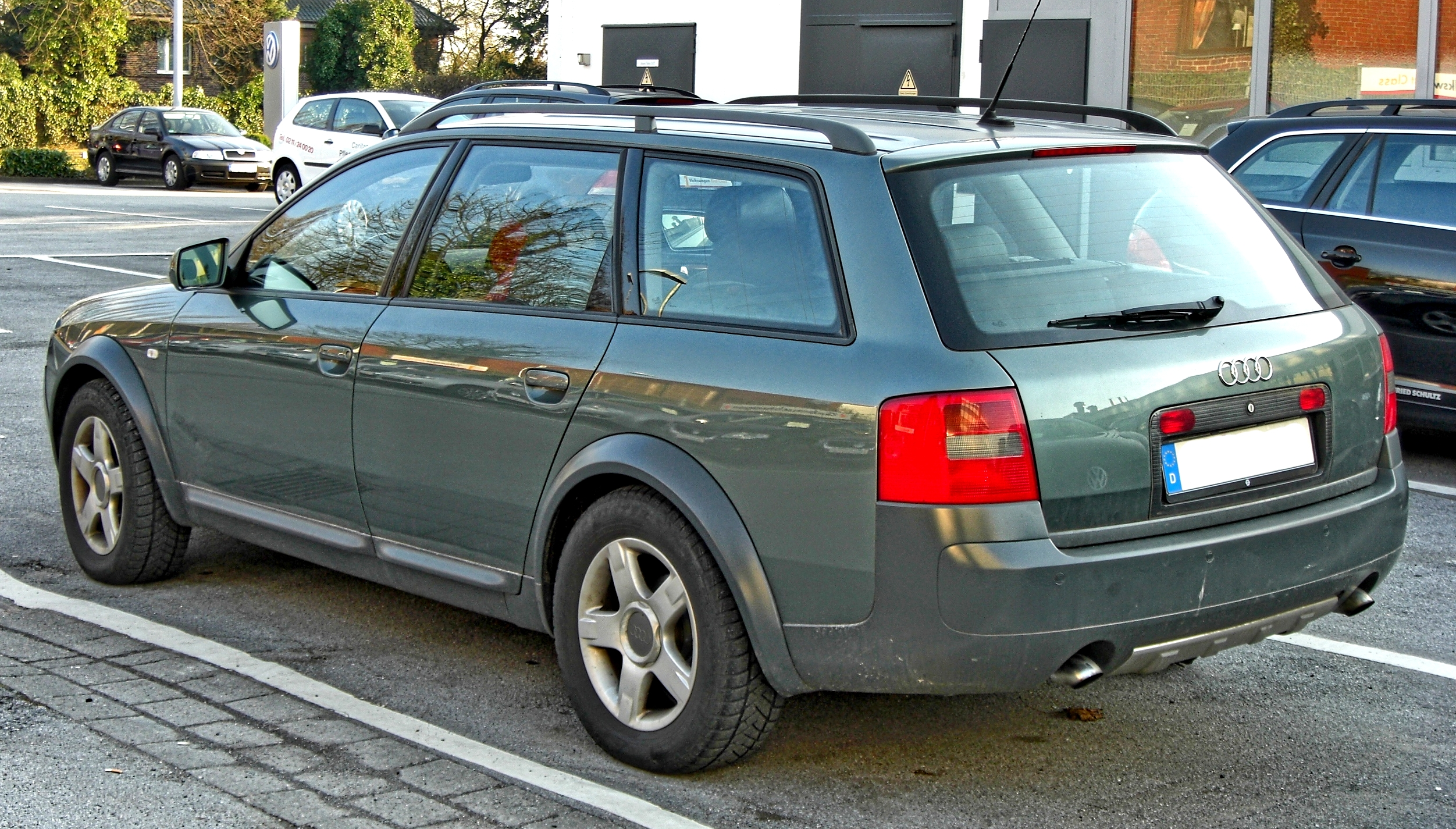
Posteriore della Allroad quattro

Lanciata nel febbraio del 2000, la Allroad quattro era una A6 Avant progettata per affrontare senza difficoltà i percorsi off-road su strade sconnesse. La scocca era in pratica la stessa della normale familiare di casa Audi, con l'eccezione dei fascioni sottoparaurti, dei sottoporta e degli archi passaruota, tutti in plastica grezza non verniciata. Ma non erano di certo queste le caratteristiche che facevano della Allroad una vettura per il fuoristrada di medio livello. La più grande novità tecnica si aveva nel comparto sospensivo, in cui le molle elicoidali vennero sostituite da molle ad aria regolabili, grazie alle quali l'altezza da terra poteva variare essere regolata su quattro livelli ed entro un range compreso fra 142 e 208 mm. La regolazione per la marcia su strada normale avveniva in automatico, grazie alla gestione elettronica del sistema che si avvaleva fra l'altro di particolari sensori preposti al rilevamento continuo dell'altezza da terra per ogni singola ruota. A velocità elevate su asfalto (dai 120 km/h in su), l'altezza da terra era la più ridotta, mentre a velocità ridotte, sempre su asfalto, la vettura si alzava di 25 mm. Mediante la regolazione manuale, per esempio durante la marcia in fuoristrada, si imponeva alla vettura di rialzare ulteriormente l'assetto: in caso di fuoristrada leggero, la scocca si alzava di altri 25 mm in più, portandosi così a 192 mm da terra (che fra l'altro era anche l'altezza da terra prevista in automatico a vettura ferma), mentre per i percorsi più impervi era possibile rialzare ulteriormente l'assetto di altri 16 mm. Molle pneumatiche a parte, gli schemi sospensivi scelti per la Allroad erano gli stessi delle altre A6 contemporanee. La trazione era naturalmente integrale con Per quanto riguarda i motori, la Allroad era prevista all'inizio solo con motorizzazioni V6 particolarmente potenti, e cioè il 2.7 biturbo da 250 CV e il 2.5 TDI da 180 CV. In seguito sarebbero arrivati il V8 da 4,2 litri e 300 CV (maggio 2002) e il 2.5 TDI da 163 CV (aprile 2003).
La Allroad non venne mai compresa ufficialmente nella gamma A6 C5, ma venne trattata come un modello a sé, tant'è vero che non recherà mai la sigla A6 nella sua denominazione commerciale. Per questo motivo, anche la sua carriera commerciale si discostò da quella delle altre A6, tanto che la sua produzione si protrasse fino al mese di luglio del 2005, quando ormai la seconda generazione della A6 era fuori listino da quasi un anno. Le successive Allroad quattro adottarono invece anche la sigla A6 per non fare confusione con la A4 Allroad che avrebbe debuttato di lì a pochi anni (febbraio 2009).

## Riepilogo caratteristiche
Di seguito vengono riepilogate le caratteristiche relative alle varie versioni costituenti la gamma della seconda generazione dell'Audi A6:
| Audi A6 C5 (1997-04)                |               |                                 |            |                                                                                   |                |                |           |                                   |                    |              |                     |                    |                    |
| Modello                             | Carrozzeria   | Motore                          | Cilindrata | Alimentazione                                                                     | Potenza CV/rpm | Coppia Nm/rpm  | Trazione  | Cambio/ N°rapporti                | Massa a vuoto (kg) | Velocità max | Acceler. 0–100 km/h | Consumo (l/100 km) | Anni di produzione |
| Versioni a benzina                  |               |                                 |            |                                                                                   |                |                |           |                                   |                    |              |                     |                    |                    |
| 1.8 20v                             | berlina       | EA827 (AJP, AQE, ARH)           | 1781       | Iniezione indiretta Bosch-Motronic                                                | 125/5800       | 168/3500       | Anteriore | Manuale 5 marce                   | 1.320              | 203          | 11"3                | 7,9                | 12/1997-04/2001    |
| 1.8 20v                             | station wagon | EA827 (AJP, AQE, ARH)           | 1781       | Iniezione indiretta Bosch-Motronic                                                | 125/5800       | 168/3500       | Anteriore | Manuale 5 marce                   | 1.390              | 198          | 11"8                | 8,6                | 03/1998-04/2001    |
| 1.8 20v turbo (150 CV)              | berlina       | EA827 (AEB, APU, ANB, AWT, ARK) | 1781       | Iniezione indiretta Bosch-Motronic, turbocompressore e intercooler                | 150/5700       | 210/ 1750-4600 | Anteriore | Manuale 5 marce                   | 1.355              | 217          | 9"4                 | 7,9                | 04/1997-03/2004    |
| 1.8 20v turbo (150 CV)              | station wagon | EA827 (AEB, APU, ANB, AWT, ARK) | 1781       | Iniezione indiretta Bosch-Motronic, turbocompressore e intercooler                | 150/5700       | 210/ 1750-4600 | Anteriore | Manuale 5 marce                   | 1.445              | 215          | 9"8                 | 8,2                | 03/1998-09/2004    |
| 1.8 20v turbo quattro (150 CV)      | berlina       | EA827 (AEB, APU, ANB, AWT, ARK) | 1781       | Iniezione indiretta Bosch-Motronic, turbocompressore e intercooler                | 150/5700       | 210/ 1750-4600 | Integrale | Manuale 5 marce                   | 1.450              | 216          | 9"5                 | 8,8                | 04/1997-03/2004    |
| 1.8 20v turbo quattro (150 CV)      | station wagon | EA827 (AEB, APU, ANB, AWT, ARK) | 1781       | Iniezione indiretta Bosch-Motronic, turbocompressore e intercooler                | 150/5700       | 210/ 1750-4600 | Integrale | Manuale 5 marce                   | 1.540              | 214          | 9"9                 | 8,9                | 03/1998-09/2004    |
| 1.8 20v turbo (180 CV)              | berlina       | EA827 (AJL)                     | 1781       | Iniezione indiretta Bosch-Motronic, turbocompressore e intercooler                | 180/6000       | 235/ 2000-4600 | Anteriore | Manuale 5 marce                   | 1.400              | 230          | 8"5                 | 8,2                | 11/1997-10/2000    |
| 1.8 20v turbo (180 CV)              | station wagon | EA827 (AJL)                     | 1781       | Iniezione indiretta Bosch-Motronic, turbocompressore e intercooler                | 180/6000       | 235/ 2000-4600 | Anteriore | Manuale 5 marce                   | 1.455              | 228          | 8"5                 | 8,2                | 03/1998-10/2000    |
| 1.8 20v turbo quattro (180 CV)      | berlina       | EA827 (AJL)                     | 1781       | Iniezione indiretta Bosch-Motronic, turbocompressore e intercooler                | 180/6000       | 235/ 2000-4600 | Integrale | Manuale 5 marce                   | 1.495              | 227          | 8"5                 | 9,2                | 11/1997-10/2000    |
| 1.8 20v turbo quattro (180 CV)      | station wagon | EA827 (AJL)                     | 1781       | Iniezione indiretta Bosch-Motronic, turbocompressore e intercooler                | 180/6000       | 235/ 2000-4600 | Integrale | Manuale 5 marce                   | 1.550              | 225          | 8"5                 | 9,2                | 03/1998-10/2000    |
| 2.0 20v                             | berlina       | EA827 (ALT)                     | 1984       | Iniezione indiretta                                                               | 130/5700       | 195/3300       | Anteriore | Manuale 5 marce                   | 1.395              | 205          | 10"5                | 8,3                | 06/2001-03/2004    |
| 2.0 20v                             | station wagon | EA827 (ALT)                     | 1984       | Iniezione indiretta                                                               | 130/5700       | 195/3300       | Anteriore | Manuale 5 marce                   | 1.450              | 203          | 10"7                | 8,5                | 06/2001-09/2004    |
| 2.4 V6 30v (136 CV)                 | berlina       | ALW, ARN, ASM                   | 2393       | Iniezione indiretta                                                               | 136/5750       | 230/3200       | Anteriore | Manuale 5 marce                   | -                  | -            | -                   | -                  | 08/1997–05/2001    |
| 2.4 V6 30v (165 CV)                 | berlina       | AGA, APS, AML, ALF, ARJ         | 2393       | Iniezione indiretta                                                               | 165/6000       | 230/3200       | Anteriore | Manuale 5 marce                   | 1.400              | 222          | 9"1                 | 8,8                | 04/1997-05/2001    |
| 2.4 V6 30v (165 CV)                 | station wagon | AGA, APS, AML, ALF, ARJ         | 2393       | Iniezione indiretta                                                               | 165/6000       | 230/3200       | Anteriore | Manuale 5 marce                   | 1.480              | 220          | 9"4                 | 9,9                | 03/1998-05/2001    |
| 2.4 V6 30v quattro                  | berlina       | AGA, APS, AML, ALF, ARJ         | 2393       | Iniezione indiretta                                                               | 165/6000       | 230/3200       | Integrale | Manuale 5 marce                   | 1.535              | 220          | 10"8                | 10,8               | 04/1997-05/2001    |
| 2.4 V6 30v quattro                  | station wagon | AGA, APS, AML, ALF, ARJ         | 2393       | Iniezione indiretta                                                               | 165/6000       | 230/3200       | Integrale | Manuale 5 marce                   | 1.490              | 218          | 10"5                | 10,9               | 03/1998-05/2001    |
| 2.7 V6 30v biturbo (230 CV)         | berlina       | AJK, AZA                        | 2671       | Iniezione indiretta, due turbocompressori e due intercooler                       | 230/5800       | 310/ 1700-4600 | Anteriore | Manuale 6 marce                   | 1.570              | 245          | 7"3                 | 10,6               | 02/1999-05/2001    |
| 2.7 V6 30v biturbo (230 CV)         | station wagon | AJK, AZA                        | 2671       | Iniezione indiretta, due turbocompressori e due intercooler                       | 230/5800       | 310/ 1700-4600 | Anteriore | Manuale 6 marce                   | 1.620              | 242          | 7"5                 | 11                 | 02/1999-05/2001    |
| 2.7 V6 30v biturbo quattro (230 CV) | berlina       | AJK, AZA                        | 2671       | Iniezione indiretta, due turbocompressori e due intercooler                       | 230/5800       | 310/ 1700-4600 | Integrale | Manuale 6 marce                   | 1.635              | 245          | 7"1                 | 11,6               | 02/1999-05/2001    |
| 2.7 V6 30v biturbo quattro (230 CV) | station wagon | AJK, AZA                        | 2671       | Iniezione indiretta, due turbocompressori e due intercooler                       | 230/5800       | 310/ 1700-4600 | Integrale | Manuale 6 marce                   | 1.690              | 243          | 7"3                 | 11,6               | 02/1999-05/2001    |
| 2.7 V6 30v biturbo quattro (250 CV) | berlina       | ARE                             | 2671       | Iniezione indiretta, due turbocompressori e due intercooler                       | 250/5800       | 350/ 1800-4500 | Integrale | Manuale 6 marce                   | 1.660              | 248          | 6"8                 | 11,6               | 05/2000-03/2004    |
| 2.7 V6 30v biturbo quattro (250 CV) | station wagon | ARE                             | 2671       | Iniezione indiretta, due turbocompressori e due intercooler                       | 250/5800       | 350/ 1800-4500 | Integrale | Manuale 6 marce                   | 1.720              | 246          | 7"                  | 11,7               | 05/2000-09/2004    |
| 2.7 V6 30v biturbo quattro (250 CV) | Allroad       | ARE                             | 2671       | Iniezione indiretta, due turbocompressori e due intercooler                       | 250/5800       | 350/ 1800-4500 | Integrale | Manuale 6 marce                   | 1.805              | 236          | 7"4                 | 12,8               | 02/2000-07/2005    |
| 2.8 V6 30v                          | berlina       | ACK, APR, AMX, AQD, ALG         | 2771       | Iniezione indiretta Bosch-Motronic                                                | 193/6000       | 280/3200       | Anteriore | Manuale 5 marce                   | 1.455              | 236          | 8"2                 | 9,9                | 04/1997-05/2001    |
| 2.8 V6 30v                          | station wagon | ACK, APR, AMX, AQD, ALG         | 2771       | Iniezione indiretta Bosch-Motronic                                                | 193/6000       | 280/3200       | Anteriore | Manuale 5 marce                   | 1.510              | 234          | 8"4                 | 9,9                | 03/1998-05/2001    |
| 2.8 V6 30v quattro                  | berlina       | ACK, APR, AMX, AQD, ALG         | 2771       | Iniezione indiretta Bosch-Motronic                                                | 193/6000       | 280/3200       | Integrale | Manuale 5 marce                   | 1.560              | 234          | 8"                  | 10,8               | 04/1997-05/2001    |
| 2.8 V6 30v quattro                  | station wagon | ACK, APR, AMX, AQD, ALG         | 2771       | Iniezione indiretta Bosch-Motronic                                                | 193/6000       | 280/3200       | Integrale | Manuale 5 marce                   | 1.615              | 232          | 8"3                 | 10,8               | 03/1998-05/2001    |
| 3.0 V6 30v                          | berlina       | ASN                             | 2976       | Iniezione indiretta Bosch-Motronic                                                | 220/6300       | 300/3200       | Anteriore | Manuale 5 marce                   | 1.480              | 243          | 7"5                 | 9,7                | 06/2001-03/2004    |
| 3.0 V6 30v                          | station wagon | ASN                             | 2976       | Iniezione indiretta Bosch-Motronic                                                | 220/6300       | 300/3200       | Anteriore | Manuale 5 marce                   | 1.535              | 241          | 7"7                 | 9,7                | 06/2001-09/2004    |
| 3.0 V6 30v quattro                  | berlina       | ASN                             | 2976       | Iniezione indiretta Bosch-Motronic                                                | 220/6300       | 300/3200       | Integrale | Manuale 5 marce                   | 1.590              | 240          | 7"6                 | 11,3               | 06/2001-03/2004    |
| 3.0 V6 30v quattro                  | station wagon | ASN                             | 2976       | Iniezione indiretta Bosch-Motronic                                                | 220/6300       | 300/3200       | Integrale | Manuale 5 marce                   | 1.645              | 238          | 7"8                 | 11,3               | 06/2001-09/2004    |
| 4.2 V8 40v quattro                  | berlina       | ARS, ASG, BAS                   | 4172       | Iniezione indiretta Bosch-Motronic                                                | 300/6200       | 400/ 3000-4000 | Integrale | Automatico Tiptronic 5 rapporti   | 1.655              | 250          | 6"9                 | 13                 | 04/1999-03/2004    |
| 4.2 V8 40v quattro                  | station wagon | ARS, ASG, BAS                   | 4172       | Iniezione indiretta Bosch-Motronic                                                | 300/6200       | 400/ 3000-4000 | Integrale | Automatico Tiptronic 5 rapporti   | 1.710              | 250          | 6"9                 | 13,1               | 04/1999-09/2004    |
| 4.2 V8 40v quattro                  | Allroad       | BAS                             | 4172       | Iniezione indiretta Bosch-Motronic                                                | 300/6200       | 400/ 3000-4000 | Integrale | Automatico Tiptronic 5 rapporti   | 1.785              | 240          | 7"2                 | 13,7               | 05/2002-07/2005    |
| S6                                  | berlina       | AQJ, ANK                        | 4172       | Iniezione indiretta Bosch-Motronic                                                | 340/7000       | 420/3400       | Integrale | Manuale 6 marce                   | 1.735              | 250          | 5"7                 | 14,1               | 09/1999-03/2004    |
| S6                                  | station wagon | AQJ, ANK                        | 4172       | Iniezione indiretta Bosch-Motronic                                                | 340/7000       | 420/3400       | Integrale | Manuale 6 marce                   | 1.790              | 250          | 5"8                 | 14,2               | 09/1999-09/2004    |
| RS6                                 | berlina       | BCY                             | 4172       | Iniezione indiretta Bosch-Motronic, due turbocompressori e due intercooler        | 450/ 5700-6400 | 560/ 1950-5500 | Integrale | Automatico Tiptronic 5 rapporti   | 1.840              | 250          | 4"7                 | 14,6               | 07/2002-03/2004    |
| RS6                                 | station wagon | BCY                             | 4172       | Iniezione indiretta Bosch-Motronic, due turbocompressori e due intercooler        | 450/ 5700-6400 | 560/ 1950-5500 | Integrale | Automatico Tiptronic 5 rapporti   | 1.880              | 250          | 4"7                 | 14,6               | 07/2002-09/2004    |
| RS6 Plus                            | station wagon | BRV                             | 4172       | Iniezione indiretta Bosch-Motronic, due turbocompressori e due intercooler        | 480/ 6000-6400 | 560/ 1950-6000 | Integrale | Automatico Tiptronic 5 rapporti   | 1.880              | 280          | 4"6                 | 14,5               | 04/2004-09/2004    |
| Versioni diesel                     |               |                                 |            |                                                                                   |                |                |           |                                   |                    |              |                     |                    |                    |
| 1.9 TDI (110 CV)                    | berlina       | EA827 (AFN, AVG)                | 1896       | Turbodiesel iniezione diretta e intercooler                                       | 110/4150       | 235/1900       | Anteriore | Manuale 5 marce                   | 1.365              | 194          | 12"3                | 5,2                | 04/1997-04/2001    |
| 1.9 TDI (110 CV)                    | station wagon | EA827 (AFN, AVG)                | 1896       | Turbodiesel iniezione diretta e intercooler                                       | 110/4150       | 235/1900       | Anteriore | Manuale 5 marce                   | 1.415              | 192          | 12"8                | 5,8                | 03/1998-04/2001    |
| 1.9 TDI (115 CV)                    | berlina       | EA827 (AJM)                     | 1896       | Turbodiesel iniezione diretta con iniettore-pompa, turbocompressore e intercooler | 115/4000       | 285/1900       | Anteriore | Manuale 5 marce                   | 1.415              | 196          | 11"6                | 5,6                | 01/1998-04/2001    |
| 1.9 TDI (115 CV)                    | station wagon | EA827 (AJM)                     | 1896       | Turbodiesel iniezione diretta con iniettore-pompa, turbocompressore e intercooler | 115/4000       | 285/1900       | Anteriore | Manuale 5 marce                   | 1.470              | 194          | 11"9                | 5,6                | 03/1998-04/2001    |
| 1.9 TDI (130 CV)                    | berlina       | EA827 (AWX)                     | 1896       | Turbodiesel iniezione diretta con iniettore-pompa, turbocompressore e intercooler | 130/4000       | 285/ 1750-2500 | Anteriore | Manuale 5 marce                   | 1.415              | 203          | 10"5                | 5,7                | 06/2001-03/2004    |
| 1.9 TDI (130 CV)                    | station wagon | EA827 (AWX)                     | 1896       | Turbodiesel iniezione diretta con iniettore-pompa, turbocompressore e intercooler | 130/4000       | 285/ 1750-2500 | Anteriore | Manuale 5 marce                   | 1.460              | 201          | 10"7                | 5,7                | 06/2001-09/2004    |
| 2.5 TDI (150 CV)                    | berlina       | AFB, AKN                        | 2496       | Turbodiesel iniezione diretta                                                     | 150/4000       | 310/ 1500-3200 | Anteriore | Manuale 6 marce                   | 1.480              | 218          | 9"7                 | 6,2                | 04/1997-05/2001    |
| 2.5 TDI (150 CV)                    | station wagon | AFB, AKN                        | 2496       | Turbodiesel iniezione diretta                                                     | 150/4000       | 310/ 1500-3200 | Anteriore | Manuale 6 marce                   | 1.530              | 216          | 9"9                 | 6,3                | 03/1998-05/2001    |
| 2.5 TDI quattro (150 CV)            | berlina       | AFB, AKN                        | 2496       | Turbodiesel iniezione diretta                                                     | 150/4000       | 310/ 1500-3200 | Integrale | Manuale 6 marce                   | 1.575              | 216          | 9"9                 | 6,9                | 04/1997-05/2001    |
| 2.5 TDI quattro (150 CV)            | station wagon | AFB, AKN                        | 2496       | Turbodiesel iniezione diretta                                                     | 150/4000       | 310/ 1500-3200 | Integrale | Manuale 6 marce                   | 1.640              | 214          | 10"2                | 7,1                | 03/1998-05/2001    |
| 2.5 TDI (155 CV)                    | berlina       | AYM                             | 2496       | Turbodiesel iniezione diretta                                                     | 155/4000       | 310/ 1400-3500 | Anteriore | Manuale 6 marce                   | 1.485              | 219          | 9"7                 | 6,9                | 06/2001-06/2002    |
| 2.5 TDI (155 CV)                    | station wagon | AYM                             | 2496       | Turbodiesel iniezione diretta                                                     | 155/4000       | 310/ 1400-3500 | Anteriore | Manuale 6 marce                   | 1.540              | 217          | 9"9                 | 6,9                | 06/2001-06/2002    |
| 2.5 TDI (163 CV)                    | berlina       | BFC, BCZ, BDG                   | 2496       | Turbodiesel iniezione diretta                                                     | 163/4000       | 310/ 1400-3600 | Anteriore | Manuale 6 marce                   | 1.485              | 222          | 9"3                 | 6,9                | 07/2002-03/2004    |
| 2.5 TDI (163 CV)                    | station wagon | BFC, BCZ, BDG                   | 2496       | Turbodiesel iniezione diretta                                                     | 163/4000       | 310/ 1400-3600 | Anteriore | Manuale 6 marce                   | 1.540              | 220          | 9"5                 | 6,9                | 07/2002-09/2004    |
| 2.5 TDI quattro (163 CV)            | Allroad       | BFC, BCZ, BDG                   | 2496       | Turbodiesel iniezione diretta                                                     | 163/4000       | 310/ 1400-3600 | Integrale | Manuale 6 marce                   | 1.815              | 203          | 10"4                | 8,7                | 04/2003-07/2005    |
| 2.5 TDI (180 CV)                    | berlina       | AKE, BDH, BAU                   | 2496       | Turbodiesel iniezione diretta                                                     | 180/4000       | 370/ 1500-2500 | Anteriore | Automatico Tiptronic a 5 rapporti | 1.520              | 221          | 8"9                 | 8,1                | 11/1999-03/2004    |
| 2.5 TDI (180 CV)                    | station wagon | AKE, BDH, BAU                   | 2496       | Turbodiesel iniezione diretta                                                     | 180/4000       | 370/ 1500-2500 | Anteriore | Automatico Tiptronic a 5 rapporti | 1.565              | 219          | 9"1                 | 8,1                | 11/1999-09/2004    |
| 2.5 TDI quattro (180 CV)            | berlina       | AKE, BDH, BAU                   | 2496       | Turbodiesel iniezione diretta                                                     | 180/4000       | 370/ 1500-2500 | Integrale | Manuale 6 marce                   | 1.600              | 223          | 8"9                 | 8                  | 11/1999-03/2004    |
| 2.5 TDI quattro (180 CV)            | station wagon | AKE, BDH, BAU                   | 2496       | Turbodiesel iniezione diretta                                                     | 180/4000       | 370/ 1500-2500 | Integrale | Manuale 6 marce                   | 1.655              | 221          | 9"1                 | 8                  | 11/1999-09/2004    |
| 2.5 TDI quattro (180 CV)            | Allroad       | AKE, BDH, BAU                   | 2496       | Turbodiesel iniezione diretta                                                     | 180/4000       | 370/ 1500-2500 | Integrale | Manuale 6 marce                   | 1.740              | 207          | 9"5                 | 8,7                | 02/2000-07/2005    |